# Liste des signataires de l'accord de Paris sur le climat
Pour un article plus général, voir Accord de Paris sur le climat.
L'accord de Paris sur le climat est un accord conclu dans le cadre de la Convention-cadre des Nations unies sur les changements climatiques (CCNUCC), qui porte sur l'atténuation des émissions de gaz à effet de serre, l'adaptation et le financement à partir de 2020. L'accord vise à répondre à la menace du réchauffement climatique en maintenant l'augmentation de la température mondiale au cours de ce siècle bien en deçà de 2 degrés Celsius par rapport aux niveaux préindustriels et à poursuivre les efforts pour limiter encore davantage l'augmentation de la température à 1,5 degré Celsius.

## Histoire
Les termes de l'accord sont négociés par les représentants de 197 parties lors de la 21e Conférence des parties de la CCNUCC à Paris et adopté par consensus le 12 décembre 2015,. L'accord est ouvert à la signature des États et des organisations d'intégration économique régionale qui sont parties à la CCNUCC (la Convention) du 22 avril 2016 au 21 avril 2017 au siège de l'ONU à New York. L'accord stipule qu'il n'entrerait en vigueur (et ne deviendrait donc pleinement effectif) que si 55 pays produisant au moins 55 % des émissions mondiales de gaz à effet de serre (selon une liste produite en 2015) ratifiaient, acceptaient, approuvaient ou adhéraient à l'accord,. Le 1er avril 2016, les États-Unis et la Chine, qui représentent ensemble près de 40 % des émissions mondiales, publient une déclaration commune confirmant que les deux pays signeraient l'accord de Paris sur le climat,. 175 parties (174 États et l'Union européenne) ont signé l'accord à la première date à laquelle la signature était possible,. Le même jour, plus de 20 pays ont publié une déclaration d'intention d'adhérer dès que possible en vue d'une adhésion en 2016. Avec la ratification par l'Union européenne, l'accord a obtenu suffisamment de parties pour entrer en vigueur à partir du 4 novembre 2016.

## Signataires
| Partie                           | Pourcentage des émissions de gaz à effet de serre pour la ratification | Date de signature | Date de ratification | Date d'entrée en vigueur |
| -------------------------------- | ---------------------------------------------------------------------- | ----------------- | -------------------- | ------------------------ |
| Afghanistan                      | 0,05 %                                                                 | 22 avril 2016     | 15 février 2017      | 17 mars 2017             |
| Afrique du Sud                   | 1,46 %                                                                 | 22 avril 2016     | 1er novembre 2016    | 1er décembre 2016        |
| Albanie                          | 0,02 %                                                                 | 22 avril 2016     | 21 septembre 2016    | 4 novembre 2016          |
| Algérie                          | 0,30 %                                                                 | 22 avril 2016     | 20 octobre 2016      | 19 novembre 2016         |
| Allemagne                        | 2,56 %                                                                 | 22 avril 2016     | 5 octobre 2016       | 4 novembre 2016          |
| Andorre                          | 0,00 %                                                                 | 22 avril 2016     | 24 mars 2017         | 23 avril 2016            |
| Angola                           | 0,17 %                                                                 | 22 avril 2016     | 16 novembre 2020     | 16 décembre 2020         |
| Antigua-et-Barbuda               | 0,00 %                                                                 | 22 avril 2016     | 21 septembre 2016    | 4 novembre 2016          |
| Arabie saoudite                  | 0,80 %                                                                 | 3 novembre 2016   | 3 novembre 2016      | 3 décembre 2016          |
| Argentine                        | 0,89 %                                                                 | 22 avril 2016     | 21 septembre 2016    | 4 novembre 2016          |
| Arménie                          | 0,02 %                                                                 | 20 septembre 2016 | 23 mars 2017         | 22 avril 2016            |
| Australie                        | 1,46 %                                                                 | 22 avril 2016     | 9 novembre 2016      | 9 décembre 2016          |
| Autriche                         | 0,21 %                                                                 | 22 avril 2016     | 5 octobre 2016       | 4 novembre 2016          |
| Azerbaïdjan                      | 0,13 %                                                                 | 22 avril 2016     | 9 janvier 2017       | 8 février 2017           |
| Bahamas                          | 0,00 %                                                                 | 22 avril 2016     | 22 aout 2016         | 4 novembre 2016          |
| Bahreïn                          | 0,06 %                                                                 | 22 avril 2016     | 23 décembre 2016     | 22 janvier 2017          |
| Bangladesh                       | 0,27 %                                                                 | 22 avril 2016     | 21 septembre 2016    | 4 novembre 2016          |
| Barbade                          | 0,01 %                                                                 | 22 avril 2016     | 22 avril 2016        | 4 novembre 2016          |
| Belgique                         | 0,32 %                                                                 | 22 avril 2016     | 6 avril 2017         | 6 mai 2017               |
| Belize                           | 0,00 %                                                                 | 22 avril 2016     | 22 avril 2016        | 4 novembre 2016          |
| Bénin                            | 0,02 %                                                                 | 22 avril 2016     | 31 octobre 2016      | 30 novembre 2016         |
| Bhoutan                          | 0,00 %                                                                 | 22 avril 2016     | 19 septembre 2017    | 19 octobre 2017          |
| Biélorussie                      | 0,24 %                                                                 | 22 avril 2016     | 21 septembre 2016    | 4 novembre 2016          |
| Birmanie                         | 0,10 %                                                                 | 22 avril 2016     | 19 septembre 2017    | 19 octobre 2017          |
| Bolivie                          | 0,12 %                                                                 | 22 avril 2016     | 5 octobre 2016       | 4 novembre 2016          |
| Bosnie-Herzégovine               | 0,08 %                                                                 | 22 avril 2016     | 16 mars 2017         | 15 avril 2017            |
| Botswana                         | 0,02 %                                                                 | 22 avril 2016     | 11 novembre 2016     | 11 décembre 2016         |
| Brésil                           | 2,48 %                                                                 | 22 avril 2016     | 21 septembre 2016    | 4 novembre 2016          |
| Brunei                           | —                                                                      | 22 avril 2016     | 21 septembre 2016    | 4 novembre 2016          |
| Bulgarie                         | 0,15 %                                                                 | 22 avril 2016     | 29 novembre 2016     | 29 décembre 2016         |
| Burkina Faso                     | 0,06 %                                                                 | 22 avril 2016     | 11 novembre 2016     | 11 décembre 2016         |
| Burundi                          | 0,07 %                                                                 | 22 avril 2016     | 17 janvier 2018      | 16 février 2018          |
| Cambodge                         | 0,03 %                                                                 | 22 avril 2016     | 6 février 2017       | 8 mars 2017              |
| Cameroun                         | 0,45 %                                                                 | 22 avril 2016     | 29 juillet 2016      | 4 novembre 2016          |
| Canada                           | 1,95 %                                                                 | 22 avril 2016     | 5 octobre 2016       | 4 novembre 2016          |
| Cap-Vert                         | 0,00 %                                                                 | 22 avril 2016     | 21 septembre 2017    | 21 octobre 2017          |
| République centrafricaine        | 0,01 %                                                                 | 22 avril 2016     | 11 octobre 2016      | 10 novembre 2016         |
| Chili                            | 0,25 %                                                                 | 20 septembre 2016 | 10 février 2017      | 12 mars 2017             |
| Chine                            | 20,09 %                                                                | 22 avril 2016     | 3 septembre 2016     | 4 novembre 2016          |
| Chypre                           | 0,02 %                                                                 | 22 avril 2016     | 4 janvier 2017       | 3 février 2017           |
| Colombie                         | 0,41 %                                                                 | 22 avril 2016     | 16 juin 2017         | 11 août 2017             |
| Comores                          | 0,00 %                                                                 | 22 avril 2016     | 23 novembre 2016     | 23 décembre 2016         |
| République démocratique du Congo | 0,06 %                                                                 | 22 avril 2016     | 13 décembre 2017     | 12 janvier 2018          |
| République du Congo              | 0,01 %                                                                 | 22 avril 2016     | 21 avril 2017        | 21 mai 2017              |
| Îles Cook                        | 0,00 %                                                                 | 24 juin 2016      | 1er septembre 2016   | 4 novembre 2016          |
| Corée du Nord                    | 0,23 %                                                                 | 22 avril 2016     | 1er aout 2016        | 4 novembre 2016          |
| Corée du Sud                     | 1,85 %                                                                 | 22 avril 2016     | 3 novembre 2016      | 3 décembre 2016          |
| Costa Rica                       | 0,03 %                                                                 | 22 avril 2016     | 13 octobre 2016      | 12 novembre 2016         |
| Côte d'Ivoire                    | 0,73 %                                                                 | 22 avril 2016     | 25 octobre 2016      | 24 novembre 2016         |
| Croatie                          | 0,07 %                                                                 | 22 avril 2016     | 24 mai 2017          | 23 juin 2017             |
| Cuba                             | 0,10 %                                                                 | 22 avril 2016     | 28 décembre 2016     | 27 janvier 2017          |
| Danemark                         | 0,15 %                                                                 | 22 avril 2016     | 1er novembre 2016    | 1er décembre 2016        |
| Djibouti                         | 0,00 %                                                                 | 22 avril 2016     | 11 novembre 2016     | 11 décembre 2016         |
| Dominique                        | 0,00 %                                                                 | 22 avril 2016     | 21 septembre 2016    | 4 novembre 2016          |
| République dominicaine           | 0,07 %                                                                 | 22 avril 2016     | 21 septembre 2017    | 21 octobre 2017          |
| Égypte                           | 0,52 %                                                                 | 22 avril 2016     | 29 juin 2017         | 29 juillet 2017          |
| Émirats arabes unis              | 0,53 %                                                                 | 22 avril 2016     | 21 septembre 2016    | 4 novembre 2016          |
| Équateur                         | 0,67 %                                                                 | 26 juillet 2016   | 20 septembre 2017    | 20 octobre 2017          |
| Érythrée                         | 0,01 %                                                                 | 22 avril 2016     |                      |                          |
| Espagne                          | 0,87 %                                                                 | 22 avril 2016     | 12 janvier 2017      | 11 février 2017          |
| Estonie                          | 0,06 %                                                                 | 22 avril 2016     | 4 novembre 2016      | 4 décembre 2016          |
| États-Unis                       | 17,89 %                                                                | 22 avril 2016     | 3 septembre 2016     | 4 novembre 2016          |
| Éthiopie                         | 0,13 %                                                                 | 22 avril 2016     | 9 mars 2017          | 8 avril 2017             |
| Fidji                            | 0,01 %                                                                 | 22 avril 2016     | 22 avril 2016        | 4 novembre 2016          |
| Finlande                         | 0,17 %                                                                 | 22 avril 2016     | 14 novembre 2016     | 14 décembre 2016         |
| France                           | 1,34 %                                                                 | 22 avril 2016     | 5 octobre 2016       | 4 novembre 2016          |
| Gabon                            | 0,02 %                                                                 | 22 avril 2016     | 2 novembre 2016      | 2 décembre 2016          |
| Gambie                           | 0,05 %                                                                 | 26 avril 2016     | 7 novembre 2016      | 7 décembre 2016          |
| Géorgie                          | 0,03 %                                                                 | 22 avril 2016     | 8 mai 2017           | 7 juin 2017              |
| Ghana                            | 0,09 %                                                                 | 22 avril 2016     | 21 septembre 2016    | 4 novembre 2016          |
| Grèce                            | 0,28 %                                                                 | 22 avril 2016     | 14 octobre 2016      | 13 novembre 2016         |
| Grenade                          | 0,00 %                                                                 | 22 avril 2016     | 22 avril 2016        | 4 novembre 2016          |
| Guatemala                        | 0,04 %                                                                 | 22 avril 2016     | 25 janvier 2017      | 24 février 2017          |
| Guinée                           | 0,01 %                                                                 | 22 avril 2016     | 21 septembre 2016    | 4 novembre 2016          |
| Guinée-Bissau                    | 0,02 %                                                                 | 22 avril 2016     | 22 octobre 2018      | 21 novembre 2018         |
| Guinée équatoriale               | —                                                                      | 22 avril 2016     | 30 octobre 2018      | 29 novembre 2018         |
| Guyana                           | 0,01 %                                                                 | 22 avril 2016     | 20 mai 2016          | 4 novembre 2016          |
| Haïti                            | 0,02 %                                                                 | 22 avril 2016     | 31 juillet 2017      | 30 août 2017             |
| Honduras                         | 0,03 %                                                                 | 22 avril 2016     | 21 septembre 2016    | 4 novembre 2016          |
| Hongrie                          | 0,15 %                                                                 | 22 avril 2016     | 5 octobre 2016       | 4 novembre 2016          |
| Inde                             | 4,10 %                                                                 | 22 avril 2016     | 2 octobre 2016       | 4 novembre 2016          |
| Indonésie                        | 1,49 %                                                                 | 22 avril 2016     | 31 octobre 2016      | 30 novembre 2016         |
| Irak                             | 0,20 %                                                                 | 8 décembre 2016   | 1er novembre 2021    | 1er décembre 2021        |
| Iran                             | 1,30 %                                                                 | 22 avril 2016     |                      |                          |
| Irlande                          | 0,16 %                                                                 | 22 avril 2016     | 4 novembre 2016      | 4 décembre 2016          |
| Islande                          | 0,01 %                                                                 | 22 avril 2016     | 21 septembre 2016    | 4 novembre 2016          |
| Israël                           | 0,20 %                                                                 | 22 avril 2016     | 22 novembre 2016     | 22 décembre 2016         |
| Italie                           | 1,18 %                                                                 | 22 avril 2016     | 11 novembre 2016     | 11 décembre 2016         |
| Jamaïque                         | 0,04 %                                                                 | 22 avril 2016     | 10 avril 2017        | 10 mai 2017              |
| Japon                            | 3,79 %                                                                 | 22 avril 2016     | 8 novembre 2016      | 8 décembre 2016          |
| Jordanie                         | 0,07 %                                                                 | 22 avril 2016     | 4 novembre 2016      | 4 décembre 2016          |
| Kazakhstan                       | 0,84 %                                                                 | 2 aout 2016       | 6 décembre 2016      | 5 janvier 2017           |
| Kenya                            | 0,06 %                                                                 | 22 avril 2016     | 28 décembre 2016     | 27 janvier 2017          |
| Kirghizistan                     | 0,03 %                                                                 | 21 septembre 2016 | 18 février 2020      | 19 mars 2020             |
| Kiribati                         | 0,00 %                                                                 | 22 avril 2016     | 21 septembre 2016    | 4 novembre 2016          |
| Koweït                           | 0,09 %                                                                 | 22 avril 2016     | 23 avril 2018        | 23 mai 2018              |
| Laos                             | 0,02 %                                                                 | 22 avril 2016     | 7 septembre 2016     | 4 novembre 2016          |
| Lesotho                          | 0,01 %                                                                 | 22 avril 2016     | 20 janvier 2017      | 19 février 2017          |
| Lettonie                         | 0,03 %                                                                 | 22 avril 2016     | 16 mars 2017         | 15 avril 2017            |
| Liban                            | 0,07 %                                                                 | 22 avril 2016     | 5 février 2020       | 6 mars 2020              |
| Liberia                          | 0,02 %                                                                 | 22 avril 2016     | 27 août 2018         | 26 septembre 2018        |
| Libye                            | —                                                                      | 22 avril 2016     |                      |                          |
| Liechtenstein                    | 0,00 %                                                                 | 22 avril 2016     | 20 septembre 2017    | 20 octobre 2017          |
| Lituanie                         | 0,05 %                                                                 | 22 avril 2016     | 2 février 2017       | 4 mars 2017              |
| Luxembourg                       | 0,03 %                                                                 | 22 avril 2016     | 4 novembre 2016      | 4 novembre 2016          |
| Macédoine du Nord                | 0,03 %                                                                 | 22 avril 2016     | 9 janvier 2018       | 8 février 2018           |
| Madagascar                       | 0,08 %                                                                 | 22 avril 2016     | 21 septembre 2016    | 4 novembre 2016          |
| Malaisie                         | 0,52 %                                                                 | 22 avril 2016     | 16 novembre 2016     | 16 décembre 2016         |
| Malawi                           | 0,07 %                                                                 | 20 septembre 2016 | 29 juin 2017         | 29 juillet 2017          |
| Maldives                         | 0,00 %                                                                 | 22 avril 2016     | 22 avril 2016        | 4 novembre 2016          |
| Mali                             | 0,03 %                                                                 | 22 avril 2016     | 23 septembre 2016    | 4 novembre 2016          |
| Malte                            | 0,01 %                                                                 | 22 avril 2016     | 5 octobre 2016       | 4 novembre 2016          |
| Maroc                            | 0,16 %                                                                 | 22 avril 2016     | 21 septembre 2016    | 4 novembre 2016          |
| Îles Marshall                    | 0,00 %                                                                 | 22 avril 2016     | 22 avril 2016        | 4 novembre 2016          |
| Maurice                          | 0,01 %                                                                 | 22 avril 2016     | 22 avril 2016        | 4 novembre 2016          |
| Mauritanie                       | 0,02 %                                                                 | 22 avril 2016     | 27 février 2017      | 29 mars 2017             |
| Mexique                          | 1,70 %                                                                 | 22 avril 2016     | 21 septembre 2016    | 4 novembre 2016          |
| États fédérés de Micronésie      | 0,00 %                                                                 | 22 avril 2016     | 15 septembre 2016    | 4 novembre 2016          |
| Moldavie                         | 0,04 %                                                                 | 21 septembre 2016 | 20 juin 2017         | 20 juillet 2017          |
| Monaco                           | 0,00 %                                                                 | 22 avril 2016     | 24 octobre 2016      | 23 novembre 2016         |
| Mongolie                         | 0,05 %                                                                 | 22 avril 2016     | 21 septembre 2016    | 4 novembre 2016          |
| Monténégro                       | 0,01 %                                                                 | 22 avril 2016     | 20 décembre 2017     | 19 janvier 2018          |
| Mozambique                       | 0,02 %                                                                 | 22 avril 2016     | 4 juin 2018          | 4 juillet 2018           |
| Namibie                          | 0,01 %                                                                 | 22 avril 2016     | 21 septembre 2016    | 4 novembre 2016          |
| Nauru                            | 0,00 %                                                                 | 22 avril 2016     | 22 avril 2016        | 4 novembre 2016          |
| Népal                            | 0,07 %                                                                 | 22 avril 2016     | 5 octobre 2016       | 4 novembre 2016          |
| Nicaragua                        | 0,03 %                                                                 |                   | 23 octobre 2017      | 22 novembre 2017         |
| Niger                            | 0,04 %                                                                 | 22 avril 2016     | 21 septembre 2016    | 4 novembre 2016          |
| Nigeria                          | 0,57 %                                                                 | 22 septembre 2016 | 16 mai 2017          | 15 juin 2017             |
| Niue                             | 0,01 %                                                                 | 28 octobre 2016   | 28 octobre 2016      | 27 novembre 2016         |
| Norvège                          | 0,14 %                                                                 | 22 avril 2016     | 20 juin 2016         | 4 novembre 2016          |
| Nouvelle-Zélande                 | 0,22 %                                                                 | 22 avril 2016     | 4 octobre 2016       | 4 novembre 2016          |
| Oman                             | 0,06 %                                                                 | 22 avril 2016     | 22 mai 2019          | 19 juin 2019             |
| Ouganda                          | 0,07 %                                                                 | 22 avril 2016     | 21 septembre 2016    | 4 novembre 2016          |
| Ouzbékistan                      | 0,54 %                                                                 | 19 avril 2017     | 9 novembre 2018      | 9 décembre 2018          |
| Pakistan                         | 0,43 %                                                                 | 22 avril 2016     | 10 novembre 2016     | 10 décembre 2016         |
| Palaos                           | 0,00 %                                                                 | 22 avril 2016     | 22 avril 2016        | 4 novembre 2016          |
| Palestine                        | —                                                                      | 22 avril 2016     | 22 avril 2016        | 4 novembre 2016          |
| Panama                           | 0,03 %                                                                 | 22 avril 2016     | 21 septembre 2016    | 4 novembre 2016          |
| Papouasie-Nouvelle-Guinée        | 0,01 %                                                                 | 22 avril 2016     | 21 septembre 2016    | 4 novembre 2016          |
| Paraguay                         | 0,06 %                                                                 | 22 avril 2016     | 14 octobre 2016      | 13 novembre 2016         |
| Pays-Bas                         | 0,53 %                                                                 | 22 avril 2016     | 28 juillet 2017      | 27 août 2017             |
| Pérou                            | 0,22 %                                                                 | 22 avril 2016     | 25 juillet 2016      | 4 novembre 2016          |
| Philippines                      | 0,34 %                                                                 | 22 avril 2016     | 23 mars 2017         | 22 avril 2017            |
| Pologne                          | 1,06 %                                                                 | 22 avril 2016     | 7 octobre 2016       | 6 novembre 2016          |
| Portugal                         | 0,18 %                                                                 | 22 avril 2016     | 5 octobre 2016       | 4 novembre 2016          |
| Qatar                            | 0,17 %                                                                 | 22 avril 2016     | 23 juin 2017         | 23 juillet 2017          |
| Roumanie                         | 0,30 %                                                                 | 22 avril 2016     | 1er juin 2017        | 1er juillet 2017         |
| Royaume-Uni                      | 1,55 %                                                                 | 22 avril 2016     | 18 novembre 2016     | 18 décembre 2016         |
| Russie                           | 7,53 %                                                                 | 22 avril 2016     | 7 octobre 2019       | 6 novembre 2019          |
| Rwanda                           | 0,02 %                                                                 | 22 avril 2016     | 6 octobre 2016       | 5 novembre 2016          |
| Saint-Christophe-et-Niévès       | 0,00 %                                                                 | 22 avril 2016     | 22 avril 2016        | 4 novembre 2016          |
| Sainte-Lucie                     | 0,00 %                                                                 | 22 avril 2016     | 22 avril 2016        | 4 novembre 2016          |
| Saint-Vincent-et-les-Grenadines  | 0,00 %                                                                 | 22 avril 2016     | 29 juin 2016         | 4 novembre 2016          |
| Saint-Marin                      | 0,00 %                                                                 | 22 avril 2016     | 26 septembre 2018    | 26 octobre 2018          |
| Îles Salomon                     | 0,00 %                                                                 | 22 avril 2016     | 21 septembre 2016    | 4 novembre 2016          |
| Salvador                         | 0,03 %                                                                 | 22 avril 2016     | 27 mars 2017         | 26 avril 2017            |
| Samoa                            | 0,00 %                                                                 | 22 avril 2016     | 22 avril 2016        | 4 novembre 2016          |
| Sao Tomé-et-Principe             | 0,00 %                                                                 | 22 avril 2016     | 2 novembre 2016      | 2 décembre 2016          |
| Sénégal                          | 0,05 %                                                                 | 22 avril 2016     | 21 septembre 2016    | 4 novembre 2016          |
| Serbie                           | 0,18 %                                                                 | 22 avril 2016     | 25 juillet 2017      | 24 août 2017             |
| Seychelles                       | 0,00 %                                                                 | 25 avril 2016     | 29 avril 2016        | 4 novembre 2016          |
| Sierra Leone                     | 0,98 %                                                                 | 22 septembre 2016 | 1er novembre 2016    | 1er décembre 2016        |
| Singapour                        | 0,13 %                                                                 | 22 avril 2016     | 21 septembre 2016    | 4 novembre 2016          |
| Slovaquie                        | 0,12 %                                                                 | 22 avril 2016     | 5 octobre 2016       | 4 novembre 2016          |
| Slovénie                         | 0,05 %                                                                 | 22 avril 2016     | 16 décembre 2016     | 15 janvier 2017          |
| Somalie                          | —                                                                      | 22 avril 2016     | 22 avril 2016        | 4 novembre 2016          |
| Soudan                           | 0,18 %                                                                 | 22 avril 2016     | 2 août 2017          | 1er septembre 2017       |
| Soudan du Sud                    | —                                                                      | 22 avril 2016     | 23 février 2021      | 25 mars 2021             |
| Sri Lanka                        | 0,05 %                                                                 | 22 avril 2016     | 21 septembre 2016    | 4 novembre 2016          |
| Suède                            | 0,15 %                                                                 | 22 avril 2016     | 13 octobre 2016      | 12 novembre 2016         |
| Suisse                           | 0,14 %                                                                 | 22 avril 2016     | 6 octobre 2017       | 5 novembre 2017          |
| Suriname                         | 0,01 %                                                                 | 22 avril 2016     | 13 février 2019      | 15 mars 2019             |
| Syrie                            | 0,21 %                                                                 |                   | 13 novembre 2017     | 13 décembre 2017         |
| Eswatini                         | 0,05 %                                                                 | 22 avril 2016     | 21 septembre 2016    | 4 novembre 2016          |
| Tadjikistan                      | 0,02 %                                                                 | 22 avril 2016     | 22 mars 2017         | 21 avril 2017            |
| Tanzanie                         | 0,11 %                                                                 | 22 avril 2016     | 18 mai 2018          | 17 juin 2018             |
| Tchad                            | 0,06 %                                                                 | 22 avril 2016     | 12 janvier 2017      | 11 février 2017          |
| Tchéquie                         | 0,34 %                                                                 | 22 avril 2016     | 5 octobre 2017       | 4 novembre 2017          |
| Thaïlande                        | 0,64 %                                                                 | 22 avril 2016     | 21 septembre 2016    | 4 novembre 2016          |
| Timor oriental                   | 0,00 %                                                                 | 22 avril 2016     | 16 août 2017         | 15 septembre 2017        |
| Togo                             | 0,02 %                                                                 | 19 septembre 2016 | 28 juin 2017         | 28 juillet 2017          |
| Tonga                            | 0,00 %                                                                 | 22 avril 2016     | 21 septembre 2016    | 4 novembre 2016          |
| Trinité-et-Tobago                | 0,04 %                                                                 | 22 avril 2016     | 22 février 2018      | 24 mars 2018             |
| Tunisie                          | 0,11 %                                                                 | 22 avril 2016     | 10 février 2017      | 12 mars 2017             |
| Turkménistan                     | 0,20 %                                                                 | 23 septembre 2016 | 20 octobre 2016      | 19 novembre 2016         |
| Turquie                          | 1,24 %                                                                 | 22 avril 2016     | 6 octobre 2021       |                          |
| Tuvalu                           | 0,00 %                                                                 | 22 avril 2016     | 22 avril 2016        | 4 novembre 2016          |
| Ukraine                          | 1,04 %                                                                 | 22 avril 2016     | 19 septembre 2016    | 4 novembre 2016          |
| Union européenne                 | —                                                                      | 22 avril 2016     | 5 octobre 2016       | 4 novembre 2016          |
| Uruguay                          | 0,05 %                                                                 | 22 avril 2016     | 19 octobre 2016      | 18 novembre 2016         |
| Vanuatu                          | 0,00 %                                                                 | 22 avril 2016     | 21 septembre 2016    | 4 novembre 2016          |
| Vatican                          | —                                                                      |                   | 4 septembre 2022     | 4 octobre 2022           |
| Venezuela                        | 0,52 %                                                                 | 22 avril 2016     | 21 juillet 2017      | 20 août 2017             |
| Viêt Nam                         | 0,72 %                                                                 | 22 avril 2016     | 3 novembre 2016      | 3 décembre 2016          |
| Yémen                            | 0,07 %                                                                 | 23 septembre 2016 |                      |                          |
| Zambie                           | 0,04 %                                                                 | 20 septembre 2016 | 9 décembre 2016      | 8 janvier 2017           |
| Zimbabwe                         | 0,18 %                                                                 | 22 avril 2016     | 7 août 2017          | 6 septembre 2017         |
| Total                            | 97,64 %                                                                | 195               | 195                  | 195                      |